# Giải vô địch bóng đá châu Âu 2016 (vòng loại bảng G)
Dưới đây là kết quả các trận đấu trong khuôn khổ bảng G – vòng loại giải vô địch bóng đá châu Âu 2016. Bảng G bao gồm sáu đội: Nga, Thụy Điển, Áo, Montenegro, Moldova, và Liechtenstein, thi đấu trong hai năm 2014 và 2015, theo thể thức lượt đi-lượt về, vòng tròn tính điểm, lấy hai đội đầu bảng tham gia vòng chung kết.

## Bảng xếp hạng
| VT | Đội           | ST | T | H | B | BT | BB | HS  | Đ  | Giành quyền tham dự               |     | Áo  | Nga | Thụy Điển | Montenegro | Liechtenstein | Moldova |
| -- | ------------- | -- | - | - | - | -- | -- | --- | -- | --------------------------------- | --- | --- | --- | --------- | ---------- | ------------- | ------- |
| 1  | Áo            | 10 | 9 | 1 | 0 | 22 | 5  | +17 | 28 | Giành quyền vào vòng chung kết    |     | —   | 1–0 | 1–1       | 1–0        | 3–0           | 1–0     |
| 2  | Nga           | 10 | 6 | 2 | 2 | 21 | 5  | +16 | 20 | Giành quyền vào vòng chung kết    |     | 0–1 | —   | 1–0       | 0–2        | 4–0           | 1–1     |
| 3  | Thụy Điển     | 10 | 5 | 3 | 2 | 15 | 9  | +6  | 18 | Giành quyền vào trận tranh vé vớt |     | 1–4 | 1–1 | —         | 3–1        | 2–0           | 2–0     |
| 4  | Montenegro    | 10 | 3 | 2 | 5 | 10 | 13 | −3  | 11 |                                   |     | 2–3 | 0–3 | 1–1       | —          | 2–0           | 2–0     |
| 5  | Liechtenstein | 10 | 1 | 2 | 7 | 2  | 26 | −24 | 5  |                                   | 0–5 | 0–7 | 0–2 | 0–0       | —          | 1–1           |         |
| 6  | Moldova       | 10 | 0 | 2 | 8 | 4  | 16 | −12 | 2  |                                   | 1–2 | 1–2 | 0–2 | 0–2       | 0–1        | —             |         |

1. ↑  Trận đấu giữa Nga và Montenegro trong khuôn khổ vòng loại Euro 2016 đã bị hoãn khi tỉ số đang là 0–0 bởi rắc rối từ đám đông người hâm mộ và ẩu đả giữa các cầu thủ trên sân. Chỉ ít phút sau khi bóng lăn, thủ môn Igor Akinfeev của tuyển Nga bị dính một quả pháo sáng ném từ khán đài. Sau tình huống này, Akinfeev đã phải rời sân bằng xe cứu thương. Phút 66, tuyển Nga được hưởng quả phạt đền nhưng Roman Shirokov không thực hiện thành công trong trạng thái tâm lý căng thẳng. Sau tình huống này, cầu thủ hai bên đã có những lời qua tiếng lại và thậm chí cảnh tượng xô xát cũng đã diễn ra trên sân. Ở trên khán đài, các CĐV cũng phản ứng một cách cực kỳ quyết liệt và pháo sáng đã được đốt ở rất nhiều nơi. Cảnh sát chống bạo động buộc phải vào cuộc để ngăn chặn. Trước cảnh lộn xộn ở trên sân và trên khán đài, trọng tài người Đức Deniz Aytekin đã đề nghị hoãn trận đấu.[4] Đến ngày 9 tháng 4, tiểu ban kỷ luật của UEFA ra quyết định xử Montenegro thua 0–3. Ngoài việc bị xử thua, Hiệp hội bóng đá Montenegro còn bị phạt 50.000 euro và cấm khán giả đến sân trong 2 trận đấu tiếp theo trên sân nhà.[5]

## Các trận đấu
Lịch thi đấu của bảng G đã được quyết định sau cuộc họp tại Nice, Pháp vào ngày 23 tháng 2 năm 2014. Giờ địa phương là CET/CEST, như được liệt kê bởi UEFA (giờ địa phương trong ngoặc đơn).
| Nga                                                                            | 4–0      | Liechtenstein |
| ------------------------------------------------------------------------------ | -------- | ------------- |
| M. Büchel 4' (l.n.) · Burgmeier 50' (l.n.) · Kombarov 54' (ph.đ.) · Dzyuba 65' | Chi tiết |               |

| Áo               | 1–1      | Thụy Điển  |
| ---------------- | -------- | ---------- |
| Alaba 7' (ph.đ.) | Chi tiết | Zengin 12' |

| Montenegro                    | 2–0      | Moldova |
| ----------------------------- | -------- | ------- |
| Vučinić 45+2' · Tomašević 73' | Chi tiết |         |

| Liechtenstein | 0–0      | Montenegro |
| ------------- | -------- | ---------- |
|               | Chi tiết |            |

| Moldova           | 1–2      | Áo                            |
| ----------------- | -------- | ----------------------------- |
| Dedov 27' (ph.đ.) | Chi tiết | Alaba 12' (ph.đ.) · Janko 51' |

| Thụy Điển    | 1–1      | Nga         |
| ------------ | -------- | ----------- |
| Toivonen 49' | Chi tiết | Kokorin 10' |

| Áo         | 1–0      | Montenegro |
| ---------- | -------- | ---------- |
| Okotie 24' | Chi tiết |            |

| Nga                | 1–1      | Moldova      |
| ------------------ | -------- | ------------ |
| Dzyuba 73' (ph.đ.) | Chi tiết | Epureanu 74' |

| Thụy Điển               | 2–0      | Liechtenstein |
| ----------------------- | -------- | ------------- |
| Zengin 34' · Durmaz 46' | Chi tiết |               |

| Áo         | 1–0      | Nga |
| ---------- | -------- | --- |
| Okotie 73' | Chi tiết |     |

| Moldova | 0–1      | Liechtenstein |
| ------- | -------- | ------------- |
|         | Chi tiết | Burgmeier 74' |

| Montenegro          | 1–1      | Thụy Điển      |
| ------------------- | -------- | -------------- |
| Jovetić 80' (ph.đ.) | Chi tiết | Ibrahimović 9' |

| Liechtenstein | 0–5      | Áo                                                                    |
| ------------- | -------- | --------------------------------------------------------------------- |
|               | Chi tiết | Harnik 14' · Janko 16' · Alaba 59' · Junuzović 74' · Arnautović 90+3' |

| Moldova | 0–2      | Thụy Điển                    |
| ------- | -------- | ---------------------------- |
|         | Chi tiết | Ibrahimović 46', 84' (ph.đ.) |

| Montenegro | 0–3 Xử thua | Nga |
| ---------- | ----------- | --- |
|            | Chi tiết    |     |

| Liechtenstein | 1–1      | Moldova    |
| ------------- | -------- | ---------- |
| Wieser 20'    | Chi tiết | Boghiu 43' |

| Nga | 0–1      | Áo        |
| --- | -------- | --------- |
|     | Chi tiết | Janko 33' |

| Thụy Điển                       | 3–1      | Montenegro             |
| ------------------------------- | -------- | ---------------------- |
| Berg 37' · Ibrahimović 40', 44' | Chi tiết | Damjanović 64' (ph.đ.) |

| Nga        | 1–0      | Thụy Điển |
| ---------- | -------- | --------- |
| Dzyuba 38' | Chi tiết |           |

| Áo            | 1–0      | Moldova |
| ------------- | -------- | ------- |
| Junuzović 52' | Chi tiết |         |

| Montenegro                | 2–0      | Liechtenstein |
| ------------------------- | -------- | ------------- |
| Bećiraj 38' · Jovetić 56' | Chi tiết |               |

| Liechtenstein | 0–7      | Nga                                                                        |
| ------------- | -------- | -------------------------------------------------------------------------- |
|               | Chi tiết | Dzyuba 21', 45', 73', 90' · Kokorin 40' (ph.đ.) · Smolov 77' · Dzagoev 85' |

| Moldova | 0–2      | Montenegro                 |
| ------- | -------- | -------------------------- |
|         | Chi tiết | Savić 9' · Racu 65' (l.n.) |

| Thụy Điển         | 1–4      | Áo                                             |
| ----------------- | -------- | ---------------------------------------------- |
| Ibrahimović 90+1' | Chi tiết | Alaba 9' (ph.đ.) · Harnik 38', 88' · Janko 77' |

| Liechtenstein | 0–2      | Thụy Điển                  |
| ------------- | -------- | -------------------------- |
|               | Chi tiết | Berg 18' · Ibrahimović 55' |

| Moldova      | 1–2      | Nga                          |
| ------------ | -------- | ---------------------------- |
| Cebotaru 85' | Chi tiết | Ignashevich 58' · Dzyuba 78' |

| Montenegro                | 2–3      | Áo                                          |
| ------------------------- | -------- | ------------------------------------------- |
| Vučinić 32' · Bećiraj 68' | Chi tiết | Janko 55' · Arnautović 81' · Sabitzer 90+2' |

| Áo                              | 3–0      | Liechtenstein |
| ------------------------------- | -------- | ------------- |
| Arnautović 12' · Janko 54', 57' | Chi tiết |               |

| Nga                              | 2–0      | Montenegro |
| -------------------------------- | -------- | ---------- |
| Kuzmin 33' · Kokorin 37' (ph.đ.) | Chi tiết |            |

| Thụy Điển                    | 2–0      | Moldova |
| ---------------------------- | -------- | ------- |
| Ibrahimović 23' · Zengin 47' | Chi tiết |         |

## Danh sách cầu thủ ghi bàn
8 bàn
- Artyom Dzyuba
- Zlatan Ibrahimović

7 bàn
- Marc Janko

4 bàn
- David Alaba

3 bàn
- Marko Arnautović
- Martin Harnik
- Aleksandr Kokorin
- Erkan Zengin

2 bàn
- Zlatko Junuzović
- Rubin Okotie
- Fatos Bećiraj
- Stevan Jovetić
- Mirko Vučinić
- Marcus Berg

1 bàn
- Marcel Sabitzer
- Franz Burgmeier
- Sandro Wieser
- Gheorghe Boghiu
- Eugeniu Cebotaru
- Alexandru Dedov
- Alexandru Epureanu
- Dejan Damjanović
- Stefan Savić
- Žarko Tomašević
- Alan Dzagoev
- Sergei Ignashevich
- Dmitri Kombarov
- Oleg Kuzmin
- Fyodor Smolov
- Jimmy Durmaz
- Ola Toivonen

phản lưới nhà
- Martin Büchel (trong trận gặp Nga)
- Franz Burgmeier (trong trận gặp Nga)
- Petru Racu (trong trận gặp Montenegro)

## Kỷ luật
Một cầu thủ được tự động bị treo giò trận tới những tội sau đây:
- Nhận thẻ đỏ (hệ thống treo thẻ đỏ có thể được mở rộng cho tội phạm nghiêm trọng)
- Nhận ba thẻ vàng trong ba trận đấu khác nhau, cũng như sau khi thứ năm và bất kỳ thẻ vàng sau (hệ thống treo thẻ vàng được chuyển sang vòng play-off, nhưng không phải là trận chung kết hoặc bất kỳ trận đấu quốc tế khác trong tương lai)

Các hệ thống treo sau đã (hoặc sẽ) phục vụ trong các trận đấu vòng loại:
| Đội           | Cầu thủ            | Vi phạm | Bị treo giò trận đấu                 |
| ------------- | ------------------ | --- | ------------------------------------ |
| Áo            | Marc Janko         | v Moldova (9 tháng 10 năm 2014)                                                                               | v Montenegro (12 tháng 10 năm 2014)  |
| Liechtenstein | Mario Frick        | v Nga (8 tháng 10 năm 2014) · v Montenegro (9 tháng 10 năm 2014) · v Thụy Điển (12 tháng 10 năm 2014)         | v Moldova (15 tháng 11 năm 2014)     |
| Liechtenstein | Sandro Wieser      | v Nga (8 tháng 9 năm 2014) · v Moldova (14 tháng 6 năm 2015) · v Montenegro (5 tháng 9 năm 2015)              | v Nga (8 tháng 9 năm 2015)           |
| Liechtenstein | Daniel Kaufmann    | v Nga (8 tháng 9 năm 2015)                                                                                    | v Thụy Điển (9 tháng 10 năm 2015)    |
| Moldova       | Alexandru Gațcan   | v Thụy Điển (27 tháng 3 năm 2015) · v Liechtenstein (14 tháng 6 năm 2015) · v Montenegro (8 tháng 9 năm 2015) | v Nga (9 tháng 10 năm 2015)          |
| Moldova       | Victor Golovatenco | v Nga (12 tháng 10 năm 2014) · v Thụy Điển (27 tháng 3 năm 2015) · v Montenegro (8 tháng 9 năm 2015)          | v Nga (9 tháng 10 năm 2015)          |
| Montenegro    | Marko Simić        | v Liechtenstein (9 tháng 10 năm 2014) · v Áo (12 tháng 10 năm 2014) · v Thụy Điển (14 tháng 6 năm 2015)       | v Liechtenstein (5 tháng 9 năm 2015) |
| Montenegro    | Mirko Vučinić      | v Áo (9 tháng 10 năm 2015)                                                                                    | v Nga (12 tháng 10 năm 2015)         |
| Thụy Điển     | Andreas Granqvist  | v Moldova (27 tháng 3 năm 2015)                                                                               | v Montenegro (14 tháng 6 năm 2015)   |
| Thụy Điển     | Kim Källström      | v Áo (8 tháng 9 năm 2014) · v Montenegro (15 tháng 11 năm 2014) · v Montenegro (14 tháng 6 năm 2015)          | v Nga (5 tháng 9 năm 2015)           |